# Irische Fußballnationalmannschaft (IFA)
Die irische Fußballnationalmannschaft der IFA repräsentierte von 1882 bis 1921 das gesamte Irland als Teil des Vereinigten Königreichs Großbritannien und Irland und ab 1921 den Nordteil der Insel als Teil des Vereinigten Königreichs Großbritannien und Nordirland. Organisiert wurde das Team vom irischen Fußballverband mit Sitz in Belfast. Es war damit Vorläufer der Fußballnationalmannschaft Nordirlands.

## Geschichte
Irland trat erstmals 1882 zu einem Länderspiel an. In Belfast verlor die Mannschaft gegen England mit 0:13 – ein Rekordergebnis, das für beide Verbände noch Bestand hat. Der erste Sieg (4:1) folgte im 16. Länderspiel fünf Jahre später ebenfalls in Belfast gegen Wales. Das erste Heimspiel außerhalb Belfasts fand 1900 in Dublin statt. Bis Ende 1920 absolvierte das gesamtirische Team 101 Länderspiele, alle gegen die anderen Home Countries England, Schottland und Wales.
Auch die Auswahl des IFA nach 1920 bestand aus Spielern aus ganz Irland; ab wann aus dem „gesamtirischen“ Team das „nordirische“ Team wurde, ist unter den Experten umstritten. Den Wechsel zwischen 1920 und 1921 setzt neben der RSSSF auch der englische Fußballverband; die FA betrachtet, schreibt Peter Young, alle Spiele Englands gegen diese Mannschaft bis einschließlich 1920 als Spiele gegen Irland, die danach als Begegnungen gegen Nordirland. Andere Chronisten wie Guy Oliver sehen den Übergang erst zwischen 1922 und 1923 oder gar 1923 und 1924, wieder andere sehen die gesamtirische Mannschaft bis zum ersten offiziellen Spiel der Nationalmannschaft des Irischen Freistaats 1926. Die FIFA listet Spiele Nordirlands ab dem Match in England am 24. Oktober 1924. Auch diese Mannschaft trat als Irland zunächst lediglich gegen die drei Home-Country-Teams an; das erste Spiel gegen einen nicht-britischen Gegner machte Nordirland erst am 11. August 1948 gegen die USA (ein 5:0-Sieg in Belfast).
Seit 1924 gab es konkurrierend die Nationalmannschaft der FAI, die ebenfalls als Irland auftrat und wie das Team der IFA den Anspruch hatte, die gesamte Insel zu repräsentieren. Beide Nationalmannschaften beriefen Spieler aus dem Irischen Freistaat bzw. später der Republik Irland und aus Nordirland in ihre jeweilige Auswahl. So gab es Spieler, die Einsätze in beiden Nationalmannschaften hatten; beispielsweise Johnny Carey, der zwischen 1937 und 1953 38-mal für Irland spielte – 29-mal für die IFA-Auswahl und weitere neun Mal für die FAI-Auswahl. Mindestens 38 Spieler spielten für beide Mannschaften. Da das Team der IFA von 1928 bis 1946 nicht der FIFA angehörte, gab es damit keine Probleme – diese tauchten erst während der Qualifikation zur Weltmeisterschaft 1950 auf, als Spieler sowohl für die FAI-Auswahl in der Qualifikationsgruppe 5 antraten, aber parallel auch in der IFA-Auswahl in der British Home Championship spielten, die in jenem Jahr gleichzeitig ebenfalls als Qualifikation für die WM galt. Nachdem vier Spieler in Partien beider Teams aufgelaufen waren, griff die FIFA ein und regelte, dass in den beiden Nationalmannschaften fortan nur noch Spieler antreten durften, die innerhalb der Grenzen des zugehörigen Gebiets geboren worden waren.
Bis zu jener Zeit war das Team der IFA wie das der FAI unter dem Namen Ireland, Irland, angetreten. Seit 1954, als die FIFA diese Regelung durchsetzte, spielt das Team offiziell als Nordirland; lediglich in der British Home Championship war es bis in die zweite Hälfte der 1970er Jahre weiter Irland.

## Titel
- British Home Championship
  - zweimal Sieger: 1903 (geteilter Titel), 1914
  - fünfmal Zweiter: 1904, 1926, 1928, 1938, 1947

## Spieler (Auswahl)
→ Siehe auch: Liste der nordirischen Fußballnationalspieler
- Tom Aherne
- Joe Bambrick
- Danny Blanchflower
- Louis Bookman
- Tommy Breen
- Johnny Carey
- Harry Chatton
- Billy Crone
- Peter Doherty
- Jimmy Dunne
- Tommy Eglington
- Tom Farquharson
- Peter Farrell
- Patsy Gallacher
- George Gaukrodger
- Billy Gillespie
- Archie Goodall
- Val Harris
- Bobby Irvine
- Sam Irving
- Jimmy Kelly
- Jack Kirwan
- Bill Lacey
- Con Martin
- Billy McCracken
- Robert Milne
- Patrick O’Connell
- Kevin O’Flanagan
- John Peden
- Jack Reynolds
- Reg Ryan
- Billy Scott
- Elisha Scott
- Paddy Sloan
- Olphert Stanfield
- Alex Stevenson
- Jackie Vernon
- Billy Walsh
- Davy Walsh